# Chandannath
Chandannath (nep. चन्दननाथ नगरपालिका) – gaun wikas samiti w zachodniej części Nepalu w strefie Karnali w dystrykcie Jumla. Według nepalskiego spisu powszechnego z 2001 roku liczył on 1452 gospodarstw domowych i 7127 mieszkańców (3503 kobiet i 3624 mężczyzn).